# HaSheket SheNish'ar
HaSheket SheNish'ar är en låt framförd av Shiri Maimon. Den är skriven av Pini Aharonbayev och Ben Green.
Låten var Israels bidrag i Eurovision Song Contest 2005 i Kiev i Ukraina. I semifinalen den 19 maj slutade den på sjunde plats med 158 poäng vilket kvalificerade bidraget för finalen 21 maj. Där slutade det på fjärde plats med 154 poäng.